# Guia de Pacobaíba
Guia de Pacobaíba também conhecido como Mauá ou Praia de Mauá, é um distrito do Município de Magé, na Baixada Fluminense, Região Metropolitana do Rio de Janeiro, no Estado do Rio de Janeiro, no Brasil. É o quinto distrito de Magé.
É a localidade onde fica situada a Primeira Estação Ferroviária da História do Brasil, da Estrada de Ferro Mauá, a Primeira Estrada de Ferro do Brasil, inaugurada por Irineu Evangelista de Sousa, o Barão de Mauá em 30 de abril de 1854, que ligava o Porto de Mauá, em Guia de Pacobaíba a Fragoso e Raiz da Serra (Vila Inhomirim).

## Geografia

### Bioma
O bioma de Guia de Pacobaíba é a Mata Atlântica.

## Educação
Em Guia de Pacobaíba há doze escolas.

## Turismo
Guia de Pacobaíba é um dos pontos turísticos de Magé. Os turistas são atraídos pelas suas belas praias, paisagens e pelo seu clima tropical, além também da Primeira Estação Ferroviária da história do Brasil, a Estação Ferroviária de Guia de Pacobaíba, que foi inaugurada em 30 de abril de 1854 por Irineu Evangelista de Sousa, o Barão de Mauá e que fazia parte da Estrada de Ferro Mauá, que é a Primeira Estrada de Ferro do Brasil, que ligava o Porto de Mauá, em Guia de Pacobaíba a Vila Inhomirim. 
Guia de Pacobaíba conta também com igrejas históricas dos séculos VII e VIII, como a Igreja Matriz de Nossa Senhora da Guia de Pacobaíba, que deu o nome a antiga freguesia (atualmente distrito de Guia de Pacobaíba), a Capela de Nossa Senhora dos Remédios e a Capela de São Francisco do Croará.
O distrito conta também com o Parque Natural Municipal Barão de Mauá, que fica no bairro Ipiranga e é um local onde tem diversos manguezais e fica as margens da Baía de Guanabara. O parque começa após a Praia do Limão e vai até a foz do Rio Estrela, no limite entre os municípios de Magé e Duque de Caxias.

## Praias

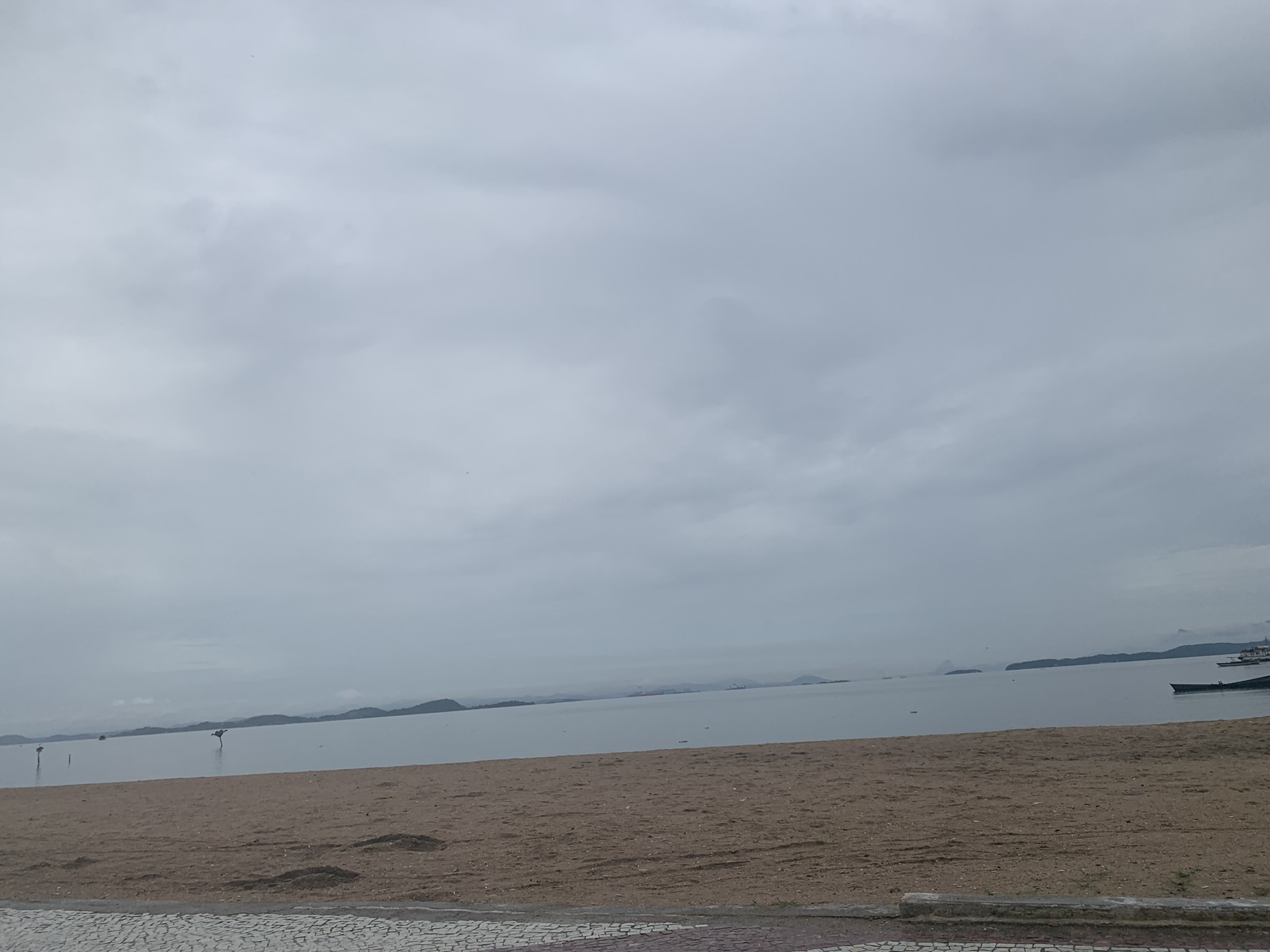
Praia de Mauá

Guia de Pacobaíba tem as seguintes praias:
- Praia da Madame
- Praia do Anil[5]
- Praia do Limão
- Praia de Olaria
- Praia de São Lourenço
- Praia de São Francisco do Croará
- Praia do Remanso
- Praia do Imperador
- Praia da Esperança
- Praia de Mauá
- Praia da Corôa
- Praia Pequena (Ipiranga)